# Dłygnewo
Dłygnewo (bułg. Длъгнево) – wieś w południowej Bułgarii, w obwodzie Chaskowo, w gminie Dimitrowgrad.